# Saint-Denis-Catus
Saint-Denis-Catus è un comune francese di 215 abitanti situato nel dipartimento del Lot nella regione dell'Occitania.

## Società

### Evoluzione demografica
Abitanti censiti